# 埃爾默特和羅斯韋爾 (英國國會選區)
埃爾默特和羅斯韋爾（英語：Elmet and Rothwell），英國國會一郡選區，位於英格蘭西約克郡東北部、利茲東郊，包括五個地方選區。
創設於2010年。2010年大選中保守黨的阿歷克·舍布魯克雖然以42.6%選票首次當選。